# Ludovico Chigi Albani della Rovere
Fra Ludovico Chigi Albani della Rovere (Arícia, 10 de juliol 1866 - Roma, 14 de novembre de 1951) va ser un religiós italià, Gran Mestre de l'Orde de l'Hospital o dels Cavallers de Malta.

## Biografia
Descendent d'una de les famílies més importants i influents de l'aristocràcia romana, era fill de Mario Chigi Albani della Rovere, príncep del Sacre Imperi Romanogermànic, i la princesa Antonieta zu Sayn-Wittgenstein Sayn.
El 1893 es va casar amb Anna Aldobrandini, filla de Pere, Príncep de Sarsina, i Charlotte Victorine Marie Françoise de la Rochefoucauld. Van tenir dos fills:
- Sigismondo Chigi Albani della Rovere, príncep del Sacre Imperi Romanogermànic (12 desembre 1894 - 24 desembre 1982).
- Laura Maria Caterina Chigi Albani della Rovere (30 abril 1898 - 4 novembre de 1984).

Anna va morir el 17 de setembre 1898. Després d'això, Ludovico va decidir abraçar la vocació religiosa i unir-se a l'Orde de Malta, on es va convertir en un Cavaller de Justícia. Com a tal, va pronunciar els tres vots de castedat, pobresa i obediència, que, segons el dret canònic el van convertir en monjo, però, va continuar vivint al Palazzo Chigi, portant una vida normal, com un cavaller.
El 4 de novembre de 1914, per la mort del seu pare Mario, Ludovico Chigi el va succeir en els títols de príncep del Sacre Imperi Romanogermànic, 8è Príncep de Farnese i de Camp, 4t Príncep de Soriano, 8è Duc d'Arícia i Formello, Marquès de Magliano Pecorareccio, mariscal corona de la Santa Església Romana i guardià del conclave, sobre la base d'aquestes assignacions, va participar en les últimes tres eleccions papals. El príncep també va ser nomenat membre honorari de l'Acadèmia Pontifícia de les Ciències.
El 30 maig 1931 va ser elegit Príncep i Gran Mestre de l'Ordre. El nou príncep va regnar en uns anys difícils, durant els quals els cavallers van patir una intensa persecució pel règim nazi, primer a Alemanya i més tard en altres territoris ocupats pels nazis.
Sota el seu lideratge, l'Ordre va experimentar una mobilització a gran escala per alleujar el sofriment de les víctimes de la guerra, però més tard també en l'assistència directa als refugiats de l'est d'Europa, quan es va estendre el totalitarisme estalinista, aquest esdeveniment va provocar que l'orde perdés les propietats que havia tingut en els països governats per règims comunistes, dels quals també va ser expulsada i perseguida.
El 1947 va ser nomenat president d'una comissió internacional que supervisaria la reconstrucció de l'abadia de Montecassino, terriblement devastada durant el conflicte mundial.
Va morir a Roma a causa d'un atac cardíac als 85 anys.